# Joe Norman
Joseph Dennison Norman, detto Joe (Millersburg, 15 ottobre 1956), è un ex giocatore di football americano statunitense che ha giocato nel ruolo di linebacker nella National Football League (NFL). Fu scelto nel corso del secondo giro (45º assoluto) del Draft NFL 1979 dai Seattle Seahawks. Al college giocò a football all'Università dell'Indiana.

## Carriera professionistica
Norman fu scelto nel corso del secondo giro del Draft 1979 dai Seattle Seahawks. Rimase con essi per tutta la carriera professionistica fino al 1983, tranne nella stagione 1982 in cui non fu sotto contratto con alcuna squadra, disputando 50 partite con un intercetto e 3 fumble recuperati.

## Vittorie e premi
Nessuno

## Statistiche
| Partite totali      | 50  |
| Partite da titolare | 10  |
| Sack                | 0,0 |
| Intercetti          | 1   |